# دينيس بيتشيروفيتش
دينيس بيتشيروفيتش (مواليد 28 نوفمبر 1975) هو سياسي وأستاذ ومؤرخ بوسني يشغل منصب العضو البوسني الثامن والحالي في رئاسة البوسنة والهرسك منذ عام 2022 ورئيس مجلس إدارة مجلس الرئاسة منذ مارس 2024. كان بيتشيروفيتش عضوًا في مجلس الشعوب الوطني من 2019 إلى 2022 وهو الآن نائب رئيس الحزب الاشتراكي الديمقراطي.
وُلد بيتشيروفيتش في توزلا وتخرج من جامعة المدينة في 1998 والتحق بالدراسات العليا في كلية العلوم الإنسانية بجامعة سراييفو في 2000. قبل دخوله مجال السياسة، كان مدرسًا للتاريخ في مدرسة ابتدائية بتوزلا قبل دخوله للسياسة، عمل مدرسًا للاقتصاد في المدرسة الثانوية بتوزلا من 1998 إلى 2002.
بيشيروفيتش عضو في الحزب الاشتراكي الديمقراطي منذ عام 1993. أصبح عضوا في البرلمان الوطني في عام 1998. دخل جمعية كانتون توزلا بعد عامين وأصبح عضوًا في مجلس الشعوب الاتحادي. اُنتخب بيشيروفيتش لمجلس النواب الوطني في الانتخابات العامة لعام 2006.
ترشح لمقعد الممثل البوسني في رئاسة البوسنة والهرسك في الانتخابات العامة لعام 2018. أصبح عضوًا في مجلس الشعب الوطني عقب الانتخابات. ترشح بيشيروفيتش مجددًا لمقعد الممثل البوسني في الرئاسة كممثل بوسني في الانتخابات العامة لعام 2022 وفاز بالمنصب متفوقًا على العضو السابق في الرئاسة بكر عزت بيجوفيتش. أدى بيشيروفيتش اليمين الدستورية في 16 نوفمبر 2022.